# 秘魯齧脂鯉
秘魯齧脂鯉，為輻鰭魚綱脂鯉目脂鯉亞目脂鯉科的其中一個種。分布於南美洲亞馬遜河、Guayas、Esmeraldas及Santiago河流域，體長可達9.2公分，棲息在底中層水域，生活習性不明。